# 楚辞

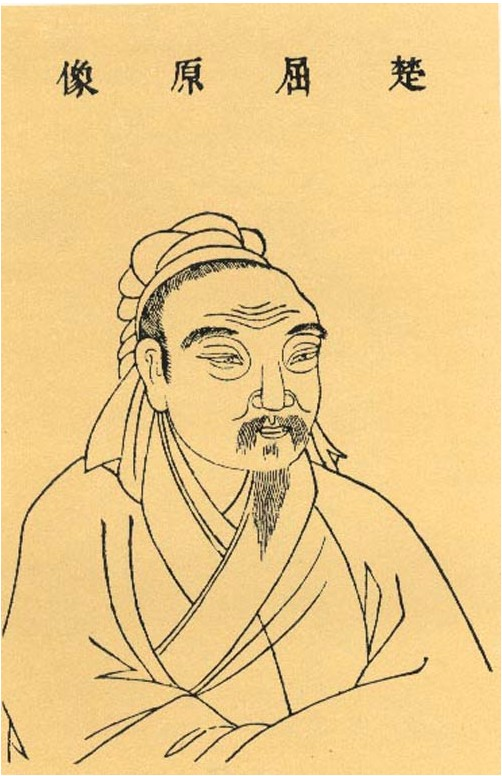
屈原

『楚辞』（そじ）は、中国戦国時代の楚地方に謡われた辞と呼ばれる形式の韻文、およびそれらを集めた詩集の名前である。全17巻。その代表作として屈原の『離騒』が挙げられる。中国北方の『詩経』に対して南方を代表する古典文学であり、共に後代の漢詩に流れていく源流の一つとされる。また漢代に全盛を誇る賦の淵源とされ、合わせて辞賦と言われる。
『楚辞』の特徴として、『詩経』と比べ南方的な風土を背景にして生まれた抒情詩であることが挙げられる。『楚辞』の性格を代表するものとして、哀愁を帯びた、世を憤る傾向の強い、ロマン主義文学であることが挙げられる。

## 成立
書物としての『楚辞』の成立は前漢末期の劉向の手によるものであるが、これは散逸しており、現行の『楚辞』はそれに後漢の王逸が自らの詩を合わせた『楚辞章句』が現在伝わる最古の『楚辞』である。
出現の年代は『詩経』の最後の詩の成立の時期より二百年ばかり降るばかりか、その水も光も草も花も、そして人情や風俗、とりわけ信仰の形がすべて南方的である。『詩経』の伝統を継承しながらも、数人の天才的な詩人によって、これらの要素が個性的に結合させられ、内容においても詩形においても独自の体系が完成したのである。内容における空想性、形式における一句六言の活発なリズムがその特徴である。また詩が、作者名を伴って記録されるようになったのも、屈原が出現してからのことである。

## 各巻の構成
『楚辞』は
1. 離騒 - 伝・屈原作
2. 九歌 - 伝・屈原作
3. 天問 - 伝・宋玉ら戦国楚の詩人作
4. 九章 (詩集)（英語版） - 伝・屈原作
5. 遠遊 - 伝・屈原作
6. 卜居 - 伝・宋玉ら戦国楚の詩人作
7. 漁父 - 伝・宋玉ら戦国楚の詩人作
8. 九辯（英語版） - 伝・宋玉ら戦国楚の詩人作
9. 招魂（英語版） - 伝・屈原作
10. 大招 - 伝・景差（中国語版）ら戦国楚の詩人作
11. 惜誓 - 伝・賈誼作
12. 招隠士 - 伝・淮南小山作
13. 七諌 - 伝・東方朔作
14. 哀時命 - 伝・荘忌（中国語版）作
15. 九懐（英語版） - 伝・王褒（中国語版）作
16. 九歎 - 伝・劉向作
17. 九思 - 伝・王逸作

の十七巻で構成される。
注釈本として前述の通り、最古のものは『楚辞章句』であるが、北宋の洪興祖の『楚辞補註』が『楚辞』を読む際の基本であり、他に朱熹による『楚辞集註』がある。
韻文の様式としての辞は六言ないし七言で謡われ、元は民謡であり、その源流は巫の歌にあると言われている。中国北方の文学に対して非常に感情が強く出ており、音律を整えるためのものである兮の字が入ることが特徴（語としては意味を持たない）。

## 各巻の梗概
- 巻01、「離騒」の概説・内容・あらすじの詳細は離騒を参照。
- 巻02、九歌
- 巻03、天問
- 巻04、九章 (詩集)（英語版）
- 巻05、遠遊
- 巻06、卜居
- 巻07、漁父
- 巻08、九辯（英語版）
- 巻09、招魂（英語版）
- 巻10、大招
- 巻11、惜誓
- 巻12、招隠士
- 巻13、七諌
- 巻14、哀時命
- 巻15、九懐（英語版）
- 巻16、九歎
- 巻17、九思

## 主な訳書
- 小南一郎訳注『楚辞』岩波文庫、2021年
- 星川清孝訳著『楚辞　新釈漢文大系34』明治書院、1970年
  - 抜粋版『楚辞　新書漢文大系24』明治書院、2004年。鈴木かおり編
- 藤野岩友訳著『楚辞　漢詩選3』集英社、新版1996年